# Louise Rosalie Lefebvre
Louise Rosalie Lefebvre, també coneguda com a Madame Dugazon, (Berlín, 18 de juny de 1755 – París, 22 de setembre de 1821) fou una actriu, mezzosoprano i ballarina francesa, casada amb l'actor Jean-Henry Gourgaud i mare del compositor Gustave Dugazon.
Era filla d'un mestre de ball, i als catorze anys debutà com a ballarina en el teatre de la Comèdia Italiana, donant-se conèixer, el 1774, com a actriu-cantant. Des de llavors la seva popularitat no tingué límits, i durant vint-anys el públic l'aplaudí amb entusiasme.
Quan la seva edat no li va permetre desenvolupar els papers en què tant s'havia distingit en la seva joventut, adoptà els de mestressa, i l'èxit l'acompanyà de la mateixa manera en aquella segona etapa de la seva carrera.
Es distingí en les òperes còmiques de Grétry, Dézède, Dalayrac i d'altres, i també es feu aplaudir en la comèdia pura, especialment en les de Pierre de Marivaux.